# Wilbur Soot

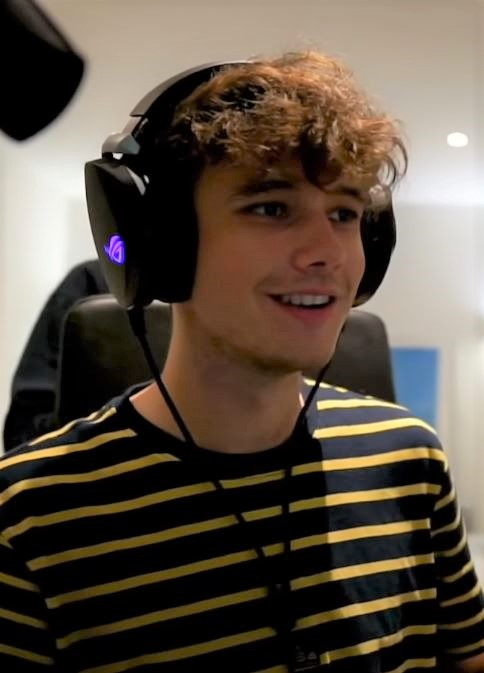
Wilbur Soot (2020)

William Patrick Spencer Gold (geboren am  14. September 1996 in Suffolk), besser bekannt als Wilbur Soot, ist ein englischer Webvideoproduzent, Streamer und Musiker. Er wurde bekannt als Mitgründer und Editor der Comedy Gruppe SootHouse. Im März 2019 eröffnete er seinen eigenen YouTube-Kanal Wilbur Soot. Seine erste Single The ‘Nice Guy’ Ballad veröffentlichte er im Januar 2018. Im Dezember 2020 erreichte seine Single Your New Boyfriend Platz 65 in den britischen Singlecharts. Gold ist Mitgründer der englischen Indie-Rock-Band Lovejoy. Dort ist er als Sänger und Rhythmusgitarrist tätig.

## Privatleben
Nach seiner Geburt in Suffolk, wuchs er in Brighton auf. Während seiner Kindheit trennten sich seine Eltern. Er hat keine leiblichen Geschwister, jedoch durch weitere Beziehungen seiner Eltern Stiefgeschwister. Er besuchte das Sussex Downs College in Lewes und hat einen Bachelor in Editing und Nachproduktion.

## Online-Karriere

### YouTube
Gold erlangte das erste Mal Bekanntheit für seine Arbeit auf dem Gruppen-YouTube-Kanal SootHouse, welcher von Gold und einigen Freunden erstellt wurde. Der Inhalt dieses Kanals ist auf Comedy fokussiert und besteht darin, dass die Mitglieder auf verschiedenste Sachen reagieren. Am 30. Mai 2019 erreichte der Kanal 1.000.000 Abonnenten. Seit dem 28. Juli 2019 ist der Kanal inaktiv. Der zweite Teil von Golds Künstlernamen stammt aus dieser Zeit.
Am 29. März 2019 eröffnete Gold seinen Hauptkanal Willbur Soot. Der Kanal hatte nach einem Jahr etwa 1 Million Abonnenten und kam nach seinen musikalischen Erfolgen mit Lovejoy 2023 auf über 6 Millionen Abonnenten. Der Inhalt des Kanals sind Videospiele, größtenteils Minecraft, Stream-Zusammenschnitte und Musikvideos.

### Livestreaming
Gold streamt regelmäßig auf Twitch, wo er mit 4,7 Millionen Abonnenten (Februar 23) zu den Top 50 der Plattform gehört.
2020 trat Gold dem Rollenspiel-Minecraft-Server DreamSMP bei, welcher vom YouTuber Dream erstellt wurde. Gold war bereits vorher Teil, oder sogar Ersteller, solcher Server, jedoch erlangte dieser, nicht zuletzt durch Golds Beitrag, mit Abstand die größte Bekanntheit und gilt heute als eines der bekanntesten Videospielprojekte überhaupt.
Gold war Teil mehrerer Minecraft-Turniere wie MCChampionships und Minecraft Monday.

## Musikkarriere
Gold veröffentlichte seine erste Single The ‘Nice Guy’ Ballad im Januar 2018. Seine erste EP Maybe I Was Boring wurde im Oktober 2019 veröffentlicht. Im Juni 2020 veröffentlichte er seine zweite EP Your City Gave Me Asthma. Mit dem Titel spielt Gold auf sein Asthma an, woran er während seiner Zeit in London erkrankte. Im Dezember 2020 veröffentlichte Gold seine Single Your New Boyfriend, mit der er zum ersten Mal in die britischen Musikcharts kam.
2021 gründete Gold zusammen mit seinem Freund Joe Goldsmith die Band Lovejoy.

## Diskografie

### Singles
| Jahr | Titel Album          | Höchstplatzierung, Gesamtwochen, AuszeichnungChartplatzierungen (Jahr, Titel, Album, Platzierungen, Wochen, Auszeichnungen, Anmerkungen) | Höchstplatzierung, Gesamtwochen, AuszeichnungChartplatzierungen (Jahr, Titel, Album, Platzierungen, Wochen, Auszeichnungen, Anmerkungen) | Anmerkungen |
| Jahr | Titel Album          | UK | US | Anmerkungen |
| ---- | -------------------- | --- | --- | ----------- |
| 2020 | Your New Boyfriend – | UK65 Silber · (12 Wo.)UK | US— GoldUS |             |